# Клайнбаутцен
Клайнбаутцен или Бу́дышинк (нем. Kleinbautzen; в.-луж. Budyšinkо файле) — деревня в Верхней Лужице, Германия. Входит в состав коммуны Мальшвиц района Баутцен в земле Саксония. Подчиняется административному округу Дрезден.

## География
Находится примерно в восьми километрах северо-восточнее Баутцена. Через деревню проходит автомобильная дорога К7221, соединяющая её на юге с автомобильной дорогой А4.
На северо-западе от деревни находится шахта по добыче гранодиорита и на северо-востоке — агропромышленный комплекс «Пшивчицы-Будышинк».
Соседние населённые пункты: на севере — административный центр коммуны Мальшвиц, на юге — деревня Поршицы коммуны Кубшюц, на северо-западе — деревня Плусникецы.

## История
Впервые упоминается в 1419 году под наименованием Bawdessen.
До 1994 года была центром одноимённой коммуны. С 1994 года входит в состав современной коммуны Мальшвиц.
В настоящее время деревня входит в состав культурно-территориальной автономии «Лужицкая поселенческая область», на территории которой действуют законодательные акты земель Саксонии и Бранденбурга, содействующие сохранению лужицких языков и культуры лужичан.
Исторические немецкие наименования.
- Bawdessen, 1419
- Budissin (villa), 1440
- Budessin (villa), 1447
- Bawdessin, 1484
- Baudeßin, 1510
- Baudissingk, 1569
- Baudissing, 1572
- Klein Baudissen, 1580
- Klein Bautzen, 1736

## Население
Официальным языком в населённом пункте, помимо немецкого, является также верхнелужицкий язык.
Согласно статистическому сочинению «Dodawki k statisticy a etnografiji łužickich Serbow» Арношта Муки в 1884 году в деревне проживало 239 человек (из них — 214 серболужичан (90 %)).
Лужицкий демограф Арношт Черник в своём сочинении «Die Entwicklung der sorbischen Bevölkerung» указывает, что в 1956 году при общей численности в 648 человек серболужицкое население деревни составляло 51,4 % (из них верхнелужицким языком владело 251 взрослый и 82 несовершеннолетних).
| 1834 | 1871 | 1890 | 1910 | 1925 | 1939 | 1946 | 1950 | 1964 | 1990 | 2011 |
| ---- | ---- | ---- | ---- | ---- | ---- | ---- | ---- | ---- | ---- | ---- |
| 199  | 247  | 242  | 211  | 205  | 480  | 613  | 668  | 609  | 805  | 429  |